# Мочкаушка
Мочкау́шка (чув. Мочкауш) — река в России, протекает по Красночетайскому и Ядринскому районам Чувашской Республики. Устье реки находится в 19 км от устья Вылы по левому берегу. Длина реки составляет 29 км, площадь водосборного бассейна — 130 км².
Исток реки у деревни Мочковаши в 7 км к северо-востоку от села Красные Четаи. Река течёт на север, после того как втекает на территорию Ядринского района поворачивает на северо-восток. Река протекает по безлесой, плотно заселённой местности. На реке стоят деревни Мочковаши, Аликово, Торханы, Урумово, Испуханы (Красночетайский район); Малый Сундырь, Малое Кумаркино, Малые Чертаны, Большие и Малые Шемердяны, Яровойкасы, Сеткасы, Наснары, Ойкасы, Торхлово (Ядринский район). На реке образовано несколько запруд. В среднем течении протекает по территории этноприродного парка им. А. П. Айдака. Ширина реки у устья — около 10 метров.

## Данные водного реестра
По данным государственного водного реестра России относится к Верхневолжскому бассейновому округу, водохозяйственный участок реки — Сура от устья реки Алатырь и до устья, речной подбассейн реки — Сура. Речной бассейн реки — (Верхняя) Волга до Куйбышевского водохранилища (без бассейна Оки).
Код объекта в государственном водном реестре — 08010500412110000040353.